# Dvanáct starých mistrů

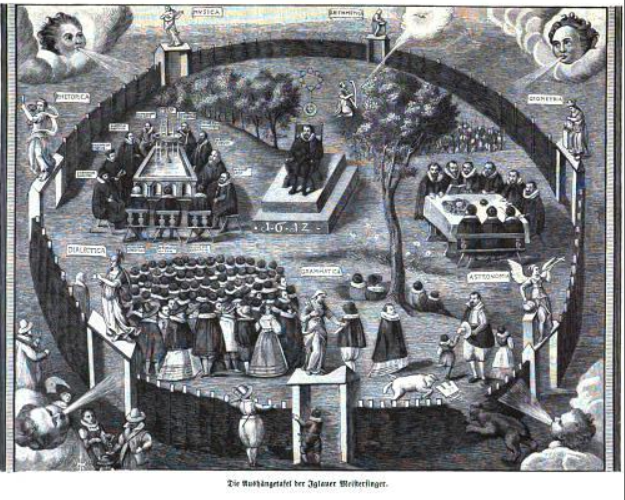
„Dvanáct starých mistrů“ (vlevo nahoře), Johann Weidhofer, Jihlavský věstník (Iglauer Postenbrief) 1612

Dvanáct starých mistrů, (německy Die zwölf alten Meister) je označení dvanácti mistrů pěvců (Meistersinger) považovaných za vzor německé milostné lyriky. 

## Seznam mistrů
Následující seznam básníků uvádí jména dvanácti starých mistrů:
- Walther von der Vogelweide
- Wolfram von Eschenbach
- Reinmar der Alte
- Heinrich von Meißen (Frauenlob)
- Konrad von Würzburg
- Konrad Marner
- Hartmann von Aue
- Henrich Migelink (Heinrich von Mügeln)
- Reinmar von Zweter
- Bruder Wernher
- Friedrich von Sonnenburg
- Meister Boppe

Tento seznam dvanácti příkladných básníků byl významný pro „meistersingery“ významný jako prostředek ke spojení jejich umění se starým a zaručeným. Seznam jmen tvořil součást tzv. "Ursprungssage" (Pověst o původu) meistergesangu. Seznam pochází od Lupolda Hornburga z Würzburgu a v pozdější době byl několikrát upravován a doplňován.